# NGC 5247
NGC 5247 este o intermediate spiral galaxy⁠(d) situată în constelația Fecioara. A fost descoperită în 17 februarie 1785 de către William Herschel. Se află la o distanță de 18,5 megaparseci de Pământ.